# Antineutrino
L'antineutrino è l'antiparticella del neutrino, come questo ha carica nulla ed è solitamente prodotto nelle reazioni nucleari di decadimento beta. Ha spin pari a 1/2 e fa parte della famiglia dei leptoni. Gli antineutrini osservati hanno tutti elicità destrorsa (cioè pari a +1) dal momento che i neutrini sono di elicità sinistrorsa (elicità pari a -1). Gli antineutrini interagiscono con altra materia soltanto tramite la forza gravitazionale e la forza debole, e in tal modo si rendono molto difficili da rilevare sperimentalmente.
Le oscillazioni negli esperimenti indicano che gli antineutrini hanno massa, ma il decadimento beta evidenzia una massa molto piccola.

## Descrizione
È possibile che il neutrino e l'antineutrino siano la stessa particella: entità che hanno queste proprietà sono dette particelle di Majorana. Se i neutrini sono particelle di Majorana allora sono consentite nel decadimento beta e a tale proposito si stanno compiendo esperimenti per verificarlo.
Gli antineutrini elettronici vengono prodotti nei processi di decadimento β– (nei processi β+, invece, si producono neutrini) secondo la reazione:
{\displaystyle n\rightarrow p+e^{-}+{\bar {\nu }}_{e}}
L'antineutrino muonico può derivare da un decadimento di questo tipo:
{\displaystyle \mu ^{+}\rightarrow e^{+}+\nu _{e}+{\overline {\nu }}_{\mu }}
Infine, l'antineutrino tauonico si ottiene tramite decadimento del mesone D(S) in una particella tau, che poi decade in muone, un neutrino muonico e un antineutrino tauonico, secondo la relazione:
{\displaystyle \tau ^{+}\rightarrow \mu ^{+}+{\nu }_{\mu }+{\overline {\nu }}_{\tau }}
Occorre osservare che è un'antiparticella (la particella neutra prodotta, ad esempio, nel decadimento β), perché avendo il neutrone originale, come adrone, numero leptonico elettronico 0, per il principio di conservazione del medesimo, essendo ancora 0 il numero dell'adrone finale (il protone) e +1 quello dell'elettrone, il neutrino non potrà che avere numero -1, risultando quindi un antineutrino. Similmente per gli altri tipi di antineutrino.